# Gugliarello
Gugliarello fou un güelf fugitiu de Brèscia a causa de les persecucions polítiques que es va establir vers el 1160 a Florència on es va dedicar al comerç de l'acer per la qual cosa va rebre el sobrenom d'Acciaiolo que després fou el cognom de la família Acciaiuoli que va donar sis ducs d'Atenes i va arrabassar el ducat d'Atenes als catalans. Gugliarello és el membre conegut més antic de la nissaga.